# Limitless (yacht)
Pour les articles homonymes, voir Limitless.

Le Limitless (Sans limites en français) est un navire, yacht à moteur de luxe battant pavillon des États-Unis lancé en 1997 et attaché à Newport (Rhode Island). En mars 2016, il se classe quarante-cinquième plus grand yacht privé du monde derrière le Carinthia VII et devant le Vava II et le Palladium.

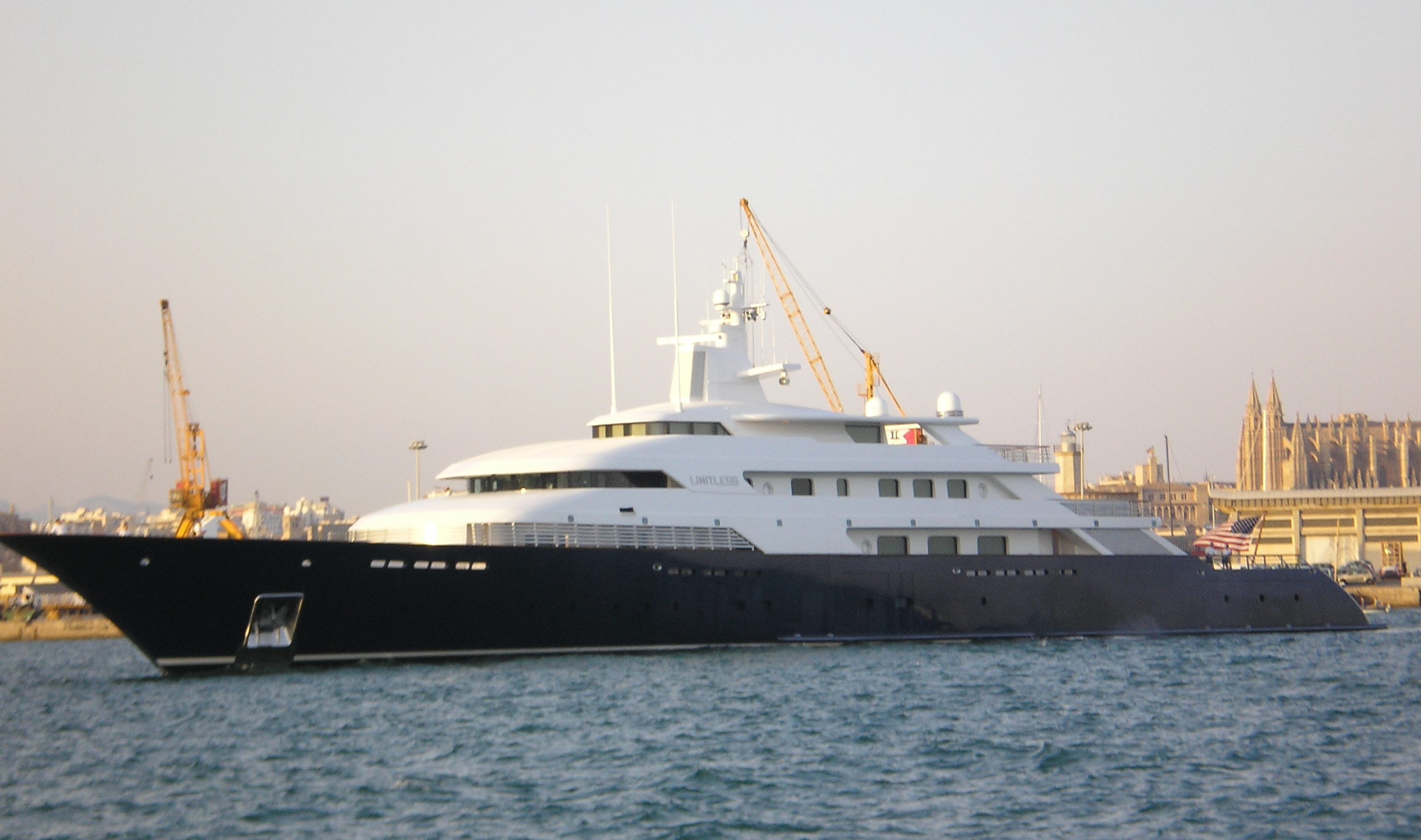
Limitless, en 2006.

## Construction
Il est construit par le chantier naval Lürssen Werft de Brème en Allemagne, et lancé en 1997. C'est un yacht fait d'acier (coque), d'aluminium (superstructures) et de bois de teck (pont principal). Ses architectes navals sont Jon Bannenberg et Johnatan Quinn Barnett. Ses décorateurs sont Tim Heywood et le français François Catroux. Il est donné pour 96,25 m de long hors tout, 12,41 m de large et 4,39 m de tirant d'eau. Il a un tonnage de 2146 tonnes de jauge brutes. Il est mû par une combinaison inédite de 2 moteurs Diesel thermiques Caterpillar DITA 3516 16 cylindres et 2 Diesel-électriques Caterpillar 12 cylindres qui délivrent plus de 19000 ch. à pleine puissance sur 2 hélices tripales. Il file de 16 nd à 25 nd à marche forcée. Son réservoir contient 400 000 l de Diesel. Il est manœuvré par 20 membres d'équipage. Il reçoit de 10 à 12 passagers dans un nombre limité de cabines (1 Master, 3 suites, 1 cabine double).

## Histoire
Naviguant depuis 1997, il est la propriété de Leslie Wexner milliardaire américain de la lingerie dont la célèbre marque Victoria's Secret. Ce vaisseau doté de capacités océaniques est souvent visible sur la Riviera. Il a été rénové en 2004.

## Caractéristiques
- Type: Yacht de luxe.
- Chantier naval: Lürssen Werft (Brème)
- Lancement: 1997.
- Statut: en service.

### Caractéristiques techniques
- Longueur: 96,25 m.
- Maître-bau: 12,41 m.
- Tirant d'eau: 4,39 m.
- Tonnage: 2146 tjb.
- Propulsion: 2 hélices tripales, 2 Diesel thermiques Caterpillar DITA 3516 16 cylindres et 2 Diesel-électriques Caterpillar 12 cylindres.
- Puissance: 2 x 7625 ch. (nominale), + de 19000 ch (à pleine vitesse)
- Vitesse: de 16 nd à 25 nd.

### Équipage
- Équipage: 20 membres.

### Caractéristiques commerciales
- Cabines: 5 (1 Master, 3 suites, 1 cabine double).
- Passagers: 10/12.

### Carrière
- Armateur: Les Wexner.
- Pavillon: États-Unis.
- Port d'attache: Palma (Palma de Mallorca Island).
- Société de classification: American Bureau of Shipping (Houston)
- Indicatif radio: WCX3409.

## Sources

### Sources de la traduction
- (de)/(en) Cet article est partiellement ou en totalité issu des articles intitulés en allemand « Limitless (Yacht) » (voir la liste des auteurs) et en anglais « Limitless (luxury yacht) » (voir la liste des auteurs).